# Directrices Internacionales para el uso de los Tests Psicológicos
Las Directrices Internacionales para el uso de los Tests es un documento que tiene como finalidad evitar el abuso y mejorar la práctica técnica y ética en el uso de los tests psicológicos a nivel internacional, proponiendo además una referencia común para la elaboración de normativas nacionales. Han sido elaboradas por la Comisión Internacional de Tests (ITC).

## Antecedentes

### Necesidad de normativas trasversales
Existe una gran diversidad de instrumentos para la evaluación de variables psicológicas. Estas variables constituyen un abanico muy amplio que abarca desde rasgos simplemente transitorios hasta condiciones estables que acompañan a la persona durante toda la vida.
El uso de tests psicológicos normalmente implica decisiones dirigidas a la intervención. Un uso inadecuado de los mismos puede invalidar los resultados de las pruebas. Es necesario conocer bien los aspectos epistemológicos, técnicos y éticos que subyacen a la aplicación de las pruebas. 
Además, cada test tiene una finalidad: pueden ir dirigidos al cribado, al diagnóstico, a la simple valoración, a la medición de habilidades o de desempeño, etc. Es fundamental conocer el contexto dentro del cual se puede hacer un uso válido y legítimo. Se debe evitar la etiquetación o clasificación de personas de acuerdo con resultados en los tests, ya que los resultados son contextuales y van dirigidos a la intervención sobre situaciones concretas para mejorarlas.
La diversidad de profesiones que tienen algún tipo de relación con la psicología (educadores, servicios sociales, gestión de recursos humanos en las organizaciones, etc.) demanda la existencia de criterios que sirvan como referente para determinar la cualificación profesional requerida para utilizar cada test. Hay conceptos como el de “inteligencia” que adquieren un significado específico en el ámbito de la psicometría, lo que puede dar lugar a equívocos en la praxis de otros profesionales. Por ejemplo, la aplicación de tests de inteligencia ha dado lugar a la creencia errónea, bastante extendida, de que la inteligencia en sí misma puede ser medida, cuando en realidad los índices obtenidos en las pruebas proceden de respuestas manifiestas del sujeto bajo determinadas condiciones, y su función es la de ayudar a realizar inferencias sobre constructos psicológicos.
El uso inadecuado de tests da lugar a errores de medida e interpretación, ocasionando a las personas evaluadas perjuicios difícilmente reversibles, ya que hay pruebas que sólo se pueden administrar una vez, pues la familiarización hace inválidos los resultados en aplicaciones posteriores.

### Necesidad de directrices internacionales
Algunas de las razones por las que se hace necesario establecer directrices a nivel internacional son:
- El grado de control legal sobre el uso de los tests y sus consecuencias sobre los sujetos varía enormemente de unos países a otros.
- El acceso al material psicométrico y su uso en los distintos países también varía. En algunos, está restringido a los profesionales de la psicología, en otros, basta con estar registrados por el distribuidor o incluso se puede obtener libremente, sin ninguna precaución sobre la seguridad en el uso del test.
- El aumento de la movilidad internacional el ámbito de las organizaciones hace que a menudo se apliquen pruebas a aspirantes de un país para empresas ubicadas en otros países, pasando por alto la validación. Además, en algunos países se realizan evaluaciones vía Internet en ámbitos laborales y educativos, lo que plantea toda una serie de cuestiones relacionadas con el control del proceso de evaluación y seguridad de los resultados.

La existencia de un consenso cualificado a nivel internacional sobre el uso de tests proporciona a los profesionales de distintos países y a las asociaciones nacionales y organizaciones de psicología unas bases para generar directrices o mejorar las ya existentes.
Las Directrices Internacionales para el uso de los Tests Psicológicos incluyen principios generales que no suplantan las diferencias legítimas en la práctica profesional de los distintos países o áreas profesionales.

## Conocimientos necesarios para la aplicación de tests
Los profesionales que hagan uso de los test, además de poseer una experiencia suficiente en la práctica de su aplicación, deben conocer como mínimo:
- El área en el que se van a aplicar los tests (Psicología clínica, psicología educativa, neuropsicología, psicología forense, servicios sociales, etc.) y del contexto inmediato en el que se haya inserta la persona que va a evaluar.
- La teoría de los tests.
- Las propiedades técnicas de los tests (fiabilidad, validez, estandarización, sesgo, normas de interpretación, etc.).
- El test concreto que va a usar, sus características técnicas y la documentación que éste aporta.
- Los principios de la medición.
- Los modelos subyacentes y los constructos medidos, para interpretar correctamente de los resultados.
- Tests disponibles, para poder elegir el más adecuado a sus necesidades.
- Últimas versiones y avances técnicos actualizados (tests informatizados, bancos de ítems, etc.).
- Responsabilidades éticas que se contraen al usar tests y deontología profesional.

Algunos países han establecido sistemas para clasificar los tests de acuerdo con la cualificación requerida en el profesional para que pueda usarlos con competencia.

## Versión
El Consejo General de la Psicología de España ofrece una versión en español de las Directrices Internacionales para el uso de los Tests elaborada en el seno de la Comisión de Tests del Colegio Oficial de Psicólogos (COP).